# یواس‌اس ال‌اس‌تی-۸۱۴
یواس‌اس ال‌اس‌تی-۸۱۴ (به انگلیسی: USS LST-814) یک کشتی بود که طول آن ۳۲۸ فوت (۱۰۰ متر) بود. این کشتی در سال ۱۹۴۴ ساخته شد.